# Piz Sardona
Piz Sardona är en bergstopp i Schweiz.   Den ligger i kantonen Glarus, i den östra delen av landet, 140 km öster om huvudstaden Bern. Toppen på Piz Sardona är 3 056 meter över havet, eller 109 meter över den omgivande terrängen. Bredden vid basen är 1,1 km.
Terrängen runt Piz Sardona är huvudsakligen bergig. Närmaste större samhälle är Domat, 18,0 km sydost om Piz Sardona. 
Trakten runt Piz Sardona består i huvudsak av gräsmarker. Runt Piz Sardona är det ganska glesbefolkat, med 23 invånare per kvadratkilometer.